# Boston Celtics 2016-2017
La stagione 2016-2017 dei Boston Celtics è stata la 71ª stagione della franchigia nella NBA.

## Draft
| Giro | Scelta | Giocatore          | Ruolo | Nazionalità | Università/Squadra  |
| ---- | ------ | ------------------ | ----- | ----------- | ------------------- |
| 1    | 3      | Jaylen Brown       | AP    | Stati Uniti | Calif. G. Bears     |
| 1    | 16     | Guerschon Yabusele | AG    | Francia     | Rouen               |
| 1    | 23     | Ante Žižić         | C     | Croazia     | Cibona Zagabria     |
| 2    | 31     | Deyonta Davis      | AG/C  | Stati Uniti | MSU Spartans        |
| 2    | 35     | Rade Zagorac       | G/AP  | Serbia      | Mega Belgrado       |
| 2    | 45     | Demetrius Jackson  | P     | Stati Uniti | Notre Dame F. Irish |
| 2    | 51     | Ben Bentil         | AG    | Ghana       | Providence Friars   |
| 2    | 58     | Abdel Nader        | AP    | Egitto      | Iowa St. Cyclones   |

## Roster
| Boston Celtics 2016-17 | Boston Celtics 2016-17 |
| Giocatori              | Staff tecnico          |
| ---------------------- | ---------------------- |

| N. | Naz.                       | Ruolo | Nome                   | Anno | Alt.   | Peso   | Esp. |
| -- | -------------------------- | ----- | ---------------------- | ---- | ------ | ------ | ---- |
| 0  | Stati Uniti (bandiera)     | G     | Avery Bradley (C)      | 1990 | 188 cm | 82 kg  | 6    |
| 4  | Stati Uniti (bandiera)     | P     | Isaiah Thomas (C)      | 1989 | 175 cm | 84 kg  | 5    |
| 7  | Stati Uniti (bandiera)     | A     | Jaylen Brown           | 1996 | 201 cm | 102 kg | R    |
| 8  | Svezia (bandiera)          | A     | Jonas Jerebko          | 1987 | 208 cm | 105 kg | 6    |
| 9  | Stati Uniti (bandiera)     | P     | Demetrius Jackson (DL) | 1994 | 185 cm | 88 kg  | R    |
| 13 | Stati Uniti (bandiera)     | GA    | James Young            | 1995 | 198 cm | 98 kg  | 2    |
| 12 | Stati Uniti (bandiera)     | G     | Terry Rozier           | 1994 | 188 cm | 86 kg  | 1    |
| 30 | Stati Uniti (bandiera)     | GA    | Gerald Green           | 1986 | 201 cm | 93 kg  | 9    |
| 36 | Stati Uniti (bandiera)     | G     | Marcus Smart           | 1994 | 193 cm | 100 kg | 2    |
| 41 | Canada (bandiera)          | C     | Kelly Olynyk           | 1991 | 213 cm | 108 kg | 3    |
| 42 | Rep. Dominicana (bandiera) | AC    | Al Horford             | 1986 | 208 cm | 111 kg | 9    |
| 44 | Stati Uniti (bandiera)     | C     | Tyler Zeller           | 1990 | 213 cm | 115 kg | 4    |
| 55 | Stati Uniti (bandiera)     | AC    | Jordan Mickey (DL)     | 1994 | 203 cm | 107 kg | 1    |
| 90 | Stati Uniti (bandiera)     | AC    | Amir Johnson           | 1987 | 206 cm | 109 kg | 11   |
| 99 | Stati Uniti (bandiera)     | A     | Jae Crowder            | 1990 | 198 cm | 107 kg | 4    |

| Allenatore |
| - Brad Stevens |
| Assistente/i |
| - Jerome Allen - Jay Larrañaga - Walter McCarty - Micah Shrewsberry - Jamie Young Legenda - (C) Capitano - (IN) Inattivo - (DL) Assegnato a squadra D League affiliata - Infortunato Roster Aggiornato al: 8 gennaio 2018 |

## Classifiche

### Atlantic Division
| Pos | Squadra            | V  | P  | PCT  | GB   | C     | T     | DIV  | PG |
| --- | ------------------ | -- | -- | ---- | ---- | ----- | ----- | ---- | -- |
| 1.  | Boston Celtics*    | 53 | 29 | .646 | -    | 30-11 | 23-18 | 11-5 | 82 |
| 2.  | Toronto Raptors    | 51 | 31 | .622 | 2.0  | 28-13 | 23-18 | 14-2 | 82 |
| 3.  | N.Y. Knicks        | 31 | 51 | .378 | 22.0 | 19-22 | 12-29 | 5-11 | 82 |
| 4.  | Philadelphia 76ers | 28 | 54 | .341 | 25.0 | 17-24 | 11-30 | 7-9  | 82 |
| 5.  | Brooklyn Nets      | 20 | 62 | .244 | 33.0 | 13-28 | 7-34  | 3-13 | 82 |

### Eastern Conference
| Pos                 | Squadra              | V  | P  | PCT  | GB   | PG |
| ------------------- | -------------------- | -- | -- | ---- | ---- | -- |
| 1.                  | Boston Celtics*      | 53 | 29 | .646 | -    | 82 |
| 2.                  | Cleveland Cavaliers* | 51 | 31 | .622 | 2.0  | 82 |
| 3.                  | Toronto Raptors      | 51 | 31 | .622 | 2.0  | 82 |
| 4.                  | Wash. Wizards*       | 49 | 33 | .598 | 4.0  | 82 |
| 5.                  | Atlanta Hawks        | 43 | 39 | .524 | 10.0 | 82 |
| 6.                  | Milwaukee Bucks      | 42 | 40 | .511 | 11.0 | 82 |
| 7.                  | Indiana Pacers       | 42 | 40 | .511 | 11.0 | 82 |
| 8.                  | Chicago Bulls        | 41 | 41 | .500 | 12.0 | 82 |
| Escluse dai playoff |                      |    |    |      |      |    |
| 9.                  | Miami Heat           | 41 | 41 | .500 | 12.0 | 82 |
| 10.                 | Detroit Pistons      | 37 | 45 | .451 | 16.0 | 82 |
| 11.                 | Charlotte Hornets    | 36 | 46 | .439 | 17.0 | 82 |
| 12.                 | N.Y. Knicks          | 31 | 51 | .378 | 22.0 | 82 |
| 13.                 | Orlando Magic        | 29 | 53 | .354 | 24.0 | 82 |
| 14.                 | Philadelphia 76ers   | 28 | 54 | .341 | 25.0 | 82 |
| 15.                 | Brooklyn Nets        | 20 | 64 | .244 | 33.0 | 82 |

## Calendario e risultati

### Preseason
| Preseason 2017                                    | Preseason 2017                                    | Preseason 2017                                    | Preseason 2017                                    | Preseason 2017                                    | Preseason 2017                                    | Preseason 2017                                    | Preseason 2017                                    | Preseason 2017                                    |
| Record preseason: 5–2 (Casa: 2–1; Trasferta: 3–1) | Record preseason: 5–2 (Casa: 2–1; Trasferta: 3–1) | Record preseason: 5–2 (Casa: 2–1; Trasferta: 3–1) | Record preseason: 5–2 (Casa: 2–1; Trasferta: 3–1) | Record preseason: 5–2 (Casa: 2–1; Trasferta: 3–1) | Record preseason: 5–2 (Casa: 2–1; Trasferta: 3–1) | Record preseason: 5–2 (Casa: 2–1; Trasferta: 3–1) | Record preseason: 5–2 (Casa: 2–1; Trasferta: 3–1) | Record preseason: 5–2 (Casa: 2–1; Trasferta: 3–1) |
| Partita                                           | Data                                              | Avversario                                        | Punteggio                                         | Più punti                                         | Più rimbalzi                                      | Più assist                                        | Spettatori                                        | Record                                            |
| ------------------------------------------------- | ------------------------------------------------- | ------------------------------------------------- | ------------------------------------------------- | ------------------------------------------------- | ------------------------------------------------- | ------------------------------------------------- | ------------------------------------------------- | ------------------------------------------------- |
| 1                                                 | 4 ottobre                                         | @ Philadelphia 76ers                              | S 89–92                                           | Terry Rozier (12)                                 | Al Horford (8)                                    | Avery Bradley (6)                                 | Mullins Center 9.400                              | 0–1                                               |
| 2                                                 | 6 ottobre                                         | @ Charlotte Hornets                               | V 107–92                                          | Isaiah Thomas (15)                                | Al Horford (8)                                    | Bradley, Thomas (5)                               | Greensboro Coliseum 8.021                         | 1–1                                               |
| 3                                                 | 8 ottobre                                         | Charlotte Hornets                                 | V 104–86                                          | Jordan Mickey (16)                                | Jordan Mickey (6)                                 | Hunter, Smart (5)                                 | Mohegan Sun Arena 8.052                           | 2–1                                               |
| 4                                                 | 13 ottobre                                        | @ Brooklyn Nets                                   | V 100–97                                          | Horford, Smart (13)                               | Al Horford (9)                                    | Terry Rozier (7)                                  | Barclays Center 11.043                            | 3–1                                               |
| 5                                                 | 15 ottobre                                        | @ N.Y. Knicks                                     | V 119–107                                         | R. J. Hunter (17)                                 | Amir Johnson (6)                                  | Demetrius Jackson (6)                             | Madison Square Garden 19.607                      | 4–1                                               |
| 6                                                 | 17 ottobre                                        | Brooklyn Nets                                     | V 120–99                                          | Isaiah Thomas (19)                                | Jonas Jerebko (7)                                 | Green, Smart (4)                                  | TD Garden 15.925                                  | 5–1                                               |
| 7                                                 | 19 ottobre                                        | N.Y. Knicks                                       | S 96–121                                          | Jaylen Brown (17)                                 | Mickey, Young (7)                                 | Demetrius Jackson (4)                             | TD Garden 16.327                                  | 5–2                                               |

### Regular season

#### Ottobre
| Ottobre 2016                                 | Ottobre 2016                                 | Ottobre 2016                                 | Ottobre 2016                                 | Ottobre 2016                                 | Ottobre 2016                                 | Ottobre 2016                                 | Ottobre 2016                                 | Ottobre 2016                                 |
| Record mese: 2–1 (Casa: 1–0; Trasferta: 1–1) | Record mese: 2–1 (Casa: 1–0; Trasferta: 1–1) | Record mese: 2–1 (Casa: 1–0; Trasferta: 1–1) | Record mese: 2–1 (Casa: 1–0; Trasferta: 1–1) | Record mese: 2–1 (Casa: 1–0; Trasferta: 1–1) | Record mese: 2–1 (Casa: 1–0; Trasferta: 1–1) | Record mese: 2–1 (Casa: 1–0; Trasferta: 1–1) | Record mese: 2–1 (Casa: 1–0; Trasferta: 1–1) | Record mese: 2–1 (Casa: 1–0; Trasferta: 1–1) |
| Partita                                      | Data                                         | Avversario                                   | Punteggio                                    | Più punti                                    | Più rimbalzi                                 | Più assist                                   | Spettatori                                   | Record                                       |
| -------------------------------------------- | -------------------------------------------- | -------------------------------------------- | -------------------------------------------- | -------------------------------------------- | -------------------------------------------- | -------------------------------------------- | -------------------------------------------- | -------------------------------------------- |
| 1                                            | 26 ottobre                                   | Brooklyn Nets                                | V 122–117                                    | Isaiah Thomas (25)                           | Avery Bradley (9)                            | Isaiah Thomas (9)                            | TD Garden 18.624                             | 1–0                                          |
| 2                                            | 27 ottobre                                   | @ Chicago Bulls                              | S 99–105                                     | Isaiah Thomas (25)                           | Al Horford (7)                               | Bradley, Horford (5)                         | United Center 21.501                         | 1–1                                          |
| 3                                            | 29 ottobre                                   | @ Charlotte Hornets                          | V 104–98                                     | Avery Bradley (31)                           | Avery Bradley (11)                           | Isaiah Thomas (9)                            | Spectrum Center 18.708                       | 2–1                                          |

#### Novembre
| Novembre 2016                                | Novembre 2016                                | Novembre 2016                                | Novembre 2016                                | Novembre 2016                                | Novembre 2016                                | Novembre 2016                                | Novembre 2016                                | Novembre 2016                                |
| Record mese: 8–7 (Casa: 3–4; Trasferta: 5–3) | Record mese: 8–7 (Casa: 3–4; Trasferta: 5–3) | Record mese: 8–7 (Casa: 3–4; Trasferta: 5–3) | Record mese: 8–7 (Casa: 3–4; Trasferta: 5–3) | Record mese: 8–7 (Casa: 3–4; Trasferta: 5–3) | Record mese: 8–7 (Casa: 3–4; Trasferta: 5–3) | Record mese: 8–7 (Casa: 3–4; Trasferta: 5–3) | Record mese: 8–7 (Casa: 3–4; Trasferta: 5–3) | Record mese: 8–7 (Casa: 3–4; Trasferta: 5–3) |
| Partita                                      | Data                                         | Avversario                                   | Punteggio                                    | Più punti                                    | Più rimbalzi                                 | Più assist                                   | Spettatori                                   | Record                                       |
| -------------------------------------------- | -------------------------------------------- | -------------------------------------------- | -------------------------------------------- | -------------------------------------------- | -------------------------------------------- | -------------------------------------------- | -------------------------------------------- | -------------------------------------------- |
| 4                                            | 2 novembre                                   | Chicago Bulls                                | V 107–100                                    | Amir Johnson (23)                            | Amir Johnson (6)                             | Isaiah Thomas (9)                            | TD Garden 18.624                             | 3–1                                          |
| 5                                            | 3 novembre                                   | @ Cleveland Cavaliers                        | S 122–128                                    | Isaiah Thomas (30)                           | Zeller, Bradley (10)                         | Thomas, Zeller (9)                           | Quicken Loans Arena 20.562                   | 3–2                                          |
| 6                                            | 6 novembre                                   | Denver Nuggets                               | S 107–123                                    | Isaiah Thomas (30)                           | Avery Bradley (11)                           | Avery Bradley (6)                            | TD Garden 17.452                             | 3–3                                          |
| 7                                            | 9 novembre                                   | @ Wash. Wizards                              | S 93–118                                     | Isaiah Thomas (23)                           | Thomas, Olynyk (6)                           | Isaiah Thomas (10)                           | Verizon Center 12.675                        | 3–4                                          |
| 8                                            | 11 novembre                                  | N.Y. Knicks                                  | V 115–87                                     | Isaiah Thomas (29)                           | Avery Bradley (10)                           | Marcus Smart (10)                            | TD Garden 18.624                             | 4–4                                          |
| 9                                            | 12 novembre                                  | @ Indiana Pacers                             | V 105–99                                     | Isaiah Thomas (23)                           | Amir Johnson (9)                             | Bradley, Thomas (5)                          | Bankers Life Fieldhouse 17.923               | 5–4                                          |
| 10                                           | 14 novembre                                  | @ N.O. Pelicans                              | S 105–106                                    | Isaiah Thomas (37)                           | Avery Bradley (10)                           | Isaiah Thomas (7)                            | Smoothie King Center 15.001                  | 5–5                                          |
| 11                                           | 16 novembre                                  | Dallas Mavericks                             | V 90–83                                      | Isaiah Thomas (30)                           | Avery Bradley (13)                           | Isaiah Thomas (6)                            | TD Garden 18.624                             | 6–5                                          |
| 12                                           | 18 novembre                                  | G.S. Warriors                                | S 88–104                                     | Avery Bradley (17)                           | Avery Bradley (10)                           | Terry Rozier (5)                             | TD Garden 18.624                             | 6–6                                          |
| 13                                           | 19 novembre                                  | @ Detroit Pistons                            | V 94–92                                      | Al Horford (18)                              | Al Horford (11)                              | Isaiah Thomas (8)                            | The Palace of Auburn Hills 16.107            | 7–6                                          |
| 14                                           | 21 novembre                                  | @ Minnesota T'wolves                         | V 99–93                                      | Isaiah Thomas (29)                           | Horford, Smart (6)                           | Horford, Smart (5)                           | Target Center 13.167                         | 8–6                                          |
| 15                                           | 23 novembre                                  | @ Brooklyn Nets                              | V 111–92                                     | Isaiah Thomas (23)                           | Amir Johnson (9)                             | Al Horford (8)                               | Barclays Center 16.210                       | 9–6                                          |
| 16                                           | 25 novembre                                  | San Antonio Spurs                            | S 103–109                                    | Isaiah Thomas (24)                           | Al Horford (10)                              | Marcus Smart (10)                            | TD Garden 18.624                             | 9–7                                          |
| 17                                           | 28 novembre                                  | @ Miami Heat                                 | V 112–104                                    | Isaiah Thomas (25)                           | Tyler Zeller (7)                             | Isaiah Thomas (8)                            | American Airlines Arena 19.600               | 10–7                                         |
| 18                                           | 30 novembre                                  | Detroit Pistons                              | S 114–121                                    | Isaiah Thomas (25)                           | Avery Bradley (10)                           | Terry Rozier (6)                             | TD Garden 17.338                             | 10–8                                         |

#### Dicembre
| Dicembre 2016                                 | Dicembre 2016                                 | Dicembre 2016                                 | Dicembre 2016                                 | Dicembre 2016                                 | Dicembre 2016                                 | Dicembre 2016                                 | Dicembre 2016                                 | Dicembre 2016                                 |
| Record mese: 10–6 (Casa: 4–2; Trasferta: 6–4) | Record mese: 10–6 (Casa: 4–2; Trasferta: 6–4) | Record mese: 10–6 (Casa: 4–2; Trasferta: 6–4) | Record mese: 10–6 (Casa: 4–2; Trasferta: 6–4) | Record mese: 10–6 (Casa: 4–2; Trasferta: 6–4) | Record mese: 10–6 (Casa: 4–2; Trasferta: 6–4) | Record mese: 10–6 (Casa: 4–2; Trasferta: 6–4) | Record mese: 10–6 (Casa: 4–2; Trasferta: 6–4) | Record mese: 10–6 (Casa: 4–2; Trasferta: 6–4) |
| Partita                                       | Data                                          | Avversario                                    | Punteggio                                     | Più punti                                     | Più rimbalzi                                  | Più assist                                    | Spettatori                                    | Record                                        |
| --------------------------------------------- | --------------------------------------------- | --------------------------------------------- | --------------------------------------------- | --------------------------------------------- | --------------------------------------------- | --------------------------------------------- | --------------------------------------------- | --------------------------------------------- |
| 19                                            | 2 dicembre                                    | Sacramento Kings                              | V 97–92                                       | Al Horford (26)                               | Bradley, Jerebko (9)                          | Isaiah Thomas (7)                             | TD Garden 18.624                              | 11−8                                          |
| 20                                            | 3 dicembre                                    | @ Philadelphia 76ers                          | V 107–106                                     | Isaiah Thomas (37)                            | Avery Bradley (9)                             | Isaiah Thomas (7)                             | Wells Fargo Center 17.063                     | 12–8                                          |
| 21                                            | 5 dicembre                                    | @ Houston Rockets                             | S 106–107                                     | Al Horford (21)                               | Avery Bradley (10)                            | Al Horford (9)                                | Toyota Center 15.730                          | 12–9                                          |
| 22                                            | 7 dicembre                                    | @ Orlando Magic                               | V 117–87                                      | Avery Bradley (23)                            | Jae Crowder (10)                              | Al Horford (8)                                | Amway Center 17.009                           | 13–9                                          |
| 23                                            | 9 dicembre                                    | Toronto Raptors                               | S 94–101                                      | Bradley, Horford (19)                         | Kelly Olynyk (9)                              | Al Horford (6)                                | TD Garden 18.624                              | 13–10                                         |
| 24                                            | 11 dicembre                                   | @ Oklahoma Thunder                            | S 96–99                                       | Al Horford (19)                               | Amir Johnson (8)                              | Marcus Smart (9)                              | Chesapeake Energy Arena 18.203                | 13–11                                         |
| 25                                            | 14 dicembre                                   | @ San Antonio Spurs                           | S 101–108                                     | Avery Bradley (25)                            | Avery Bradley (10)                            | Bradley, Smart (9)                            | AT&T Center 18.418                            | 13–12                                         |
| 26                                            | 16 dicembre                                   | Charlotte Hornets                             | V 96–88                                       | Isaiah Thomas (26)                            | Al Horford (8)                                | Horford, Smart, Thomas (5)                    | TD Garden 18.624                              | 14–12                                         |
| 27                                            | 18 dicembre                                   | @ Miami Heat                                  | V 105–95                                      | Isaiah Thomas (23)                            | Al Horford (7)                                | Al Horford (8)                                | American Airlines Arena 19.600                | 15–12                                         |
| 28                                            | 20 dicembre                                   | @ Memphis Grizzlies                           | V 112–109 (OT)                                | Isaiah Thomas (44)                            | Al Horford (14)                               | Isaiah Thomas (6)                             | FedExForum 16.519                             | 16–12                                         |
| 29                                            | 22 dicembre                                   | @ Indiana Pacers                              | V 109–102                                     | Isaiah Thomas (28)                            | Al Horford (11)                               | Isaiah Thomas (9)                             | Bankers Life Fieldhouse 17.577                | 17–12                                         |
| 30                                            | 23 dicembre                                   | Oklahoma Thunder                              | S 112–117                                     | Isaiah Thomas (34)                            | Johnson, Bradley, Horford, Jerebko (6)        | Isaiah Thomas (10)                            | TD Garden 18.624                              | 17–13                                         |
| 31                                            | 25 dicembre                                   | @ N.Y. Knicks                                 | V 119–114                                     | Isaiah Thomas (27)                            | Al Horford (7)                                | Marcus Smart (7)                              | Madison Square Garden 19.812                  | 18–13                                         |
| 32                                            | 27 dicembre                                   | Memphis Grizzlies                             | V 113–103                                     | Avery Bradley (23)                            | Amir Johnson (10)                             | Isaiah Thomas (7)                             | TD Garden 18.624                              | 19–13                                         |
| 33                                            | 29 dicembre                                   | @ Cleveland Cavaliers                         | S 118–124                                     | Isaiah Thomas (31)                            | Jonas Jerebko (7)                             | Isaiah Thomas (9)                             | Quicken Loans Arena 20.562                    | 19–14                                         |
| 34                                            | 30 dicembre                                   | Miami Heat                                    | V 117–114                                     | Isaiah Thomas (52)                            | Al Horford (6)                                | Marcus Smart (6)                              | TD Garden 18.624                              | 20–14                                         |

#### Gennaio
| Gennaio 2017                                  | Gennaio 2017                                  | Gennaio 2017                                  | Gennaio 2017                                  | Gennaio 2017                                  | Gennaio 2017                                  | Gennaio 2017                                  | Gennaio 2017                                  | Gennaio 2017                                  |
| Record mese: 10–4 (Casa: 8–2; Trasferta: 2–2) | Record mese: 10–4 (Casa: 8–2; Trasferta: 2–2) | Record mese: 10–4 (Casa: 8–2; Trasferta: 2–2) | Record mese: 10–4 (Casa: 8–2; Trasferta: 2–2) | Record mese: 10–4 (Casa: 8–2; Trasferta: 2–2) | Record mese: 10–4 (Casa: 8–2; Trasferta: 2–2) | Record mese: 10–4 (Casa: 8–2; Trasferta: 2–2) | Record mese: 10–4 (Casa: 8–2; Trasferta: 2–2) | Record mese: 10–4 (Casa: 8–2; Trasferta: 2–2) |
| Partita                                       | Data                                          | Avversario                                    | Punteggio                                     | Più punti                                     | Più rimbalzi                                  | Più assist                                    | Spettatori                                    | Record                                        |
| --------------------------------------------- | --------------------------------------------- | --------------------------------------------- | --------------------------------------------- | --------------------------------------------- | --------------------------------------------- | --------------------------------------------- | --------------------------------------------- | --------------------------------------------- |
| 35                                            | 3 gennaio                                     | Utah Jazz                                     | V 115–104                                     | Isaiah Thomas (29)                            | Kelly Olynyk (7)                              | Isaiah Thomas (15)                            | TD Garden 18.624                              | 21–14                                         |
| 36                                            | 6 gennaio                                     | Philadelphia 76ers                            | V 110–106                                     | Avery Bradley (26)                            | Al Horford (12)                               | Marcus Smart (8)                              | TD Garden 18.624                              | 22–14                                         |
| 37                                            | 7 gennaio                                     | N.O. Pelicans                                 | V 117–108                                     | Isaiah Thomas (38)                            | Al Horford (7)                                | Al Horford (8)                                | TD Garden 18.624                              | 23–14                                         |
| 38                                            | 10 gennaio                                    | @ Toronto Raptors                             | S 106–114                                     | Isaiah Thomas (27)                            | Al Horford (9)                                | Isaiah Thomas (7)                             | Air Canada Centre 19.800                      | 23–15                                         |
| 39                                            | 11 gennaio                                    | Wash. Wizards                                 | V 117–108                                     | Isaiah Thomas (38)                            | Al Horford (9)                                | Isaiah Thomas (5)                             | TD Garden 18.624                              | 24–15                                         |
| 40                                            | 13 gennaio                                    | @ Atlanta Hawks                               | V 103–101                                     | Isaiah Thomas (28)                            | Jae Crowder (9)                               | Isaiah Thomas (9)                             | Philips Arena 18.216                          | 25–15                                         |
| 41                                            | 16 gennaio                                    | Charlotte Hornets                             | V 108–98                                      | Isaiah Thomas (35)                            | Kelly Olynyk (9)                              | Horford, Olynyk, Smart, Thomas (4)            | TD Garden 18.624                              | 26–15                                         |
| 42                                            | 18 gennaio                                    | N.Y. Knicks                                   | S 106–117                                     | Isaiah Thomas (39)                            | Horford, Johnson (7)                          | Al Horford (10)                               | TD Garden 18.624                              | 26–16                                         |
| 43                                            | 21 gennaio                                    | Portland T. Blazers                           | S 123–127 (OT)                                | Isaiah Thomas (41)                            | Al Horford (9)                                | Smart, Thomas (6)                             | TD Garden 18.624                              | 26–17                                         |
| 44                                            | 24 gennaio                                    | @ Wash. Wizards                               | S 108–123                                     | Isaiah Thomas (25)                            | Jae Crowder (6)                               | Isaiah Thomas (13)                            | Verizon Center 16.387                         | 26–18                                         |
| 45                                            | 25 gennaio                                    | Houston Rockets                               | V 120–109                                     | Isaiah Thomas (38)                            | Jae Crowder (10)                              | Horford, Thomas (9)                           | TD Garden 18.624                              | 27–18                                         |
| 46                                            | 27 gennaio                                    | Orlando Magic                                 | V 128–98                                      | Isaiah Thomas (21)                            | Jonas Jerebko (8)                             | Marcus Smart (11)                             | TD Garden 18.624                              | 28–18                                         |
| 47                                            | 28 gennaio                                    | @ Milwaukee Bucks                             | V 112–108 (OT)                                | Isaiah Thomas (37)                            | Johnson, Olynyk (7)                           | Isaiah Thomas (8)                             | Bradley Center 18.717                         | 29–18                                         |
| 48                                            | 30 gennaio                                    | Detroit Pistons                               | V 113–109                                     | Isaiah Thomas (41)                            | Jonas Jerebko (10)                            | Isaiah Thomas (8)                             | TD Garden 18.188                              | 30–18                                         |

#### Febbraio
| Febbraio 2017                                | Febbraio 2017                                | Febbraio 2017                                | Febbraio 2017                                | Febbraio 2017                                | Febbraio 2017                                | Febbraio 2017                                | Febbraio 2017                                | Febbraio 2017                                |
| Record mese: 8–4 (Casa: 4–1; Trasferta: 4–3) | Record mese: 8–4 (Casa: 4–1; Trasferta: 4–3) | Record mese: 8–4 (Casa: 4–1; Trasferta: 4–3) | Record mese: 8–4 (Casa: 4–1; Trasferta: 4–3) | Record mese: 8–4 (Casa: 4–1; Trasferta: 4–3) | Record mese: 8–4 (Casa: 4–1; Trasferta: 4–3) | Record mese: 8–4 (Casa: 4–1; Trasferta: 4–3) | Record mese: 8–4 (Casa: 4–1; Trasferta: 4–3) | Record mese: 8–4 (Casa: 4–1; Trasferta: 4–3) |
| Partita                                      | Data                                         | Avversario                                   | Punteggio                                    | Più punti                                    | Più rimbalzi                                 | Più assist                                   | Spettatori                                   | Record                                       |
| -------------------------------------------- | -------------------------------------------- | -------------------------------------------- | -------------------------------------------- | -------------------------------------------- | -------------------------------------------- | -------------------------------------------- | -------------------------------------------- | -------------------------------------------- |
| 49                                           | 1 febbraio                                   | Toronto Raptors                              | V 109–104                                    | Isaiah Thomas (44)                           | Jae Crowder (8)                              | Isaiah Thomas (7)                            | TD Garden 18.624                             | 31–18                                        |
| 50                                           | 3 febbraio                                   | L.A. Lakers                                  | V 113–107                                    | Isaiah Thomas (38)                           | Kelly Olynyk (9)                             | Al Horford (8)                               | TD Garden 16.433                             | 32–18                                        |
| 51                                           | 5 febbraio                                   | L.A. Clippers                                | V 107–102                                    | Isaiah Thomas (28)                           | Al Horford (15)                              | Isaiah Thomas (8)                            | TD Garden 18.624                             | 33–18                                        |
| 52                                           | 8 febbraio                                   | @ Sacramento Kings                           | S 92–108                                     | Isaiah Thomas (26)                           | Kelly Olynyk (8)                             | Isaiah Thomas (7)                            | Golden 1 Center 17.608                       | 33–19                                        |
| 53                                           | 9 febbraio                                   | @ Portland T. Blazers                        | V 120–111                                    | Isaiah Thomas (34)                           | Olynyk, Brown (8)                            | Rozier, Smart (5)                            | Moda Center 19.393                           | 34–19                                        |
| 54                                           | 11 febbraio                                  | @ Utah Jazz                                  | V 112–104                                    | Isaiah Thomas (29)                           | Al Horford (9)                               | Thomas, Smart (5)                            | Vivint Smart Home Arena 19.911               | 35–19                                        |
| 55                                           | 13 febbraio                                  | @ Dallas Mavericks                           | V 111–98                                     | Isaiah Thomas (29)                           | Olynyk, Johnson (7)                          | Isaiah Thomas (8)                            | American Airlines Center 20.159              | 36–19                                        |
| 56                                           | 15 febbraio                                  | Philadelphia 76ers                           | V 116–108                                    | Isaiah Thomas (33)                           | Kelly Olynyk (7)                             | Marcus Smart (5)                             | TD Garden 18.624                             | 37–19                                        |
| 57                                           | 16 febbraio                                  | @ Chicago Bulls                              | S 103–104                                    | Isaiah Thomas (29)                           | Kelly Olynyk (7)                             | Isaiah Thomas (7)                            | United Center 21.866                         | 37–20                                        |
| Pausa All-Star Weekend                       |                                              |                                              |                                              |                                              |                                              |                                              |                                              |                                              |
| 58                                           | 24 febbraio                                  | @ Toronto Raptors                            | S 97–107                                     | Isaiah Thomas (20)                           | Amir Johnson (6)                             | Isaiah Thomas (5)                            | Air Canada Centre 19.800                     | 37–21                                        |
| 59                                           | 26 febbraio                                  | @ Detroit Pistons                            | V 104–98                                     | Isaiah Thomas (33)                           | Jae Crowder (11)                             | Crowder, Horford (5)                         | Palace of Auburn Hills 16.107                | 38–21                                        |
| 60                                           | 27 febbraio                                  | Atlanta Hawks                                | S 98–114                                     | Isaiah Thomas (19)                           | Isaiah Thomas (7)                            | Isaiah Thomas (7)                            | TD Garden 18.624                             | 38–22                                        |

#### Marzo
| Marzo 2017                                    | Marzo 2017                                    | Marzo 2017                                    | Marzo 2017                                    | Marzo 2017                                    | Marzo 2017                                    | Marzo 2017                                    | Marzo 2017                                    | Marzo 2017                                    |
| Record mese: 11–5 (Casa: 8–1; Trasferta: 3–4) | Record mese: 11–5 (Casa: 8–1; Trasferta: 3–4) | Record mese: 11–5 (Casa: 8–1; Trasferta: 3–4) | Record mese: 11–5 (Casa: 8–1; Trasferta: 3–4) | Record mese: 11–5 (Casa: 8–1; Trasferta: 3–4) | Record mese: 11–5 (Casa: 8–1; Trasferta: 3–4) | Record mese: 11–5 (Casa: 8–1; Trasferta: 3–4) | Record mese: 11–5 (Casa: 8–1; Trasferta: 3–4) | Record mese: 11–5 (Casa: 8–1; Trasferta: 3–4) |
| Partita                                       | Data                                          | Avversario                                    | Punteggio                                     | Più punti                                     | Più rimbalzi                                  | Più assist                                    | Spettatori                                    | Record                                        |
| --------------------------------------------- | --------------------------------------------- | --------------------------------------------- | --------------------------------------------- | --------------------------------------------- | --------------------------------------------- | --------------------------------------------- | --------------------------------------------- | --------------------------------------------- |
| 61                                            | 1 marzo                                       | Cleveland Cavaliers                           | V 103–99                                      | Isaiah Thomas (31)                            | Crowder, Horford (10)                         | Al Horford (10)                               | TD Garden 18.624                              | 39–22                                         |
| 62                                            | 3 marzo                                       | @ L.A. Lakers                                 | V 115–95                                      | Isaiah Thomas (18)                            | Jaylen Brown (8)                              | Isaiah Thomas (8)                             | Staples Center 18.997                         | 40–22                                         |
| 63                                            | 5 marzo                                       | @ Phoenix Suns                                | S 106–109                                     | Isaiah Thomas (35)                            | Jae Crowder (10)                              | Isaiah Thomas (5)                             | Talking Stick Resort Arena 16.790             | 40–23                                         |
| 64                                            | 6 marzo                                       | @ L.A. Clippers                               | S 102–116                                     | Isaiah Thomas (32)                            | Jae Crowder (8)                               | Isaiah Thomas (5)                             | Staples Center 19.283                         | 40–24                                         |
| 65                                            | 8 marzo                                       | @ G.S. Warriors                               | V 99–86                                       | Isaiah Thomas (25)                            | Jae Crowder (10)                              | Al Horford (6)                                | Oracle Arena 19.596                           | 41–24                                         |
| 66                                            | 10 marzo                                      | @ Denver Nuggets                              | S 99–119                                      | Isaiah Thomas (21)                            | Marcus Smart (7)                              | Isaiah Thomas (5)                             | Pepsi Center 17.147                           | 41–25                                         |
| 67                                            | 12 marzo                                      | Chicago Bulls                                 | V 100–80                                      | Isaiah Thomas (22)                            | Jae Crowder (10)                              | Al Horford (6)                                | TD Garden 18.624                              | 42–25                                         |
| 68                                            | 15 marzo                                      | Minnesota T'wolves                            | V 117–104                                     | Isaiah Thomas (27)                            | Al Horford (9)                                | Al Horford (8)                                | TD Garden 18.624                              | 43–25                                         |
| 69                                            | 17 marzo                                      | @ Brooklyn Nets                               | V 98–95                                       | Jae Crowder (24)                              | Jae Crowder (12)                              | Marcus Smart (5)                              | Barclays Center 16.210                        | 44–25                                         |
| 70                                            | 19 marzo                                      | @ Philadelphia 76ers                          | S 99–105                                      | Al Horford (27)                               | Al Horford (8)                                | Marcus Smart (8)                              | Wells Fargo Center 19.446                     | 44–26                                         |
| 71                                            | 20 marzo                                      | Wash. Wizards                                 | V 110–102                                     | Isaiah Thomas (25)                            | Kelly Olynyk (11)                             | Al Horford (5)                                | TD Garden 18.624                              | 45–26                                         |
| 72                                            | 22 marzo                                      | Indiana Pacers                                | V 109–100                                     | Isaiah Thomas (25)                            | Horford, Olynyk (8)                           | Al Horford (8)                                | TD Garden 18.624                              | 46–26                                         |
| 73                                            | 24 marzo                                      | Phoenix Suns                                  | V 130–120                                     | Isaiah Thomas (34)                            | Horford, Crowder (10)                         | Isaiah Thomas (7)                             | TD Garden 18.624                              | 47–26                                         |
| 74                                            | 26 marzo                                      | Miami Heat                                    | V 112–108                                     | Isaiah Thomas (30)                            | Al Horford (10)                               | Marcus Smart (9)                              | TD Garden 18.624                              | 48–26                                         |
| 75                                            | 29 marzo                                      | Milwaukee Bucks                               | S 100–103                                     | Isaiah Thomas (32)                            | Marcus Smart (11)                             | Al Horford (6)                                | TD Garden 18.624                              | 48–27                                         |
| 76                                            | 31 marzo                                      | Orlando Magic                                 | V 117–116                                     | Isaiah Thomas (35)                            | Al Horford (9)                                | Isaiah Thomas (7)                             | TD Garden 18.624                              | 49–27                                         |

#### Aprile
| Aprile 2017                                  | Aprile 2017                                  | Aprile 2017                                  | Aprile 2017                                  | Aprile 2017                                  | Aprile 2017                                  | Aprile 2017                                  | Aprile 2017                                  | Aprile 2017                                  |
| Record mese: 4–2 (Casa: 2–1; Trasferta: 2–1) | Record mese: 4–2 (Casa: 2–1; Trasferta: 2–1) | Record mese: 4–2 (Casa: 2–1; Trasferta: 2–1) | Record mese: 4–2 (Casa: 2–1; Trasferta: 2–1) | Record mese: 4–2 (Casa: 2–1; Trasferta: 2–1) | Record mese: 4–2 (Casa: 2–1; Trasferta: 2–1) | Record mese: 4–2 (Casa: 2–1; Trasferta: 2–1) | Record mese: 4–2 (Casa: 2–1; Trasferta: 2–1) | Record mese: 4–2 (Casa: 2–1; Trasferta: 2–1) |
| Partita                                      | Data                                         | Avversario                                   | Punteggio                                    | Più punti                                    | Più rimbalzi                                 | Più assist                                   | Spettatori                                   | Record                                       |
| -------------------------------------------- | -------------------------------------------- | -------------------------------------------- | -------------------------------------------- | -------------------------------------------- | -------------------------------------------- | -------------------------------------------- | -------------------------------------------- | -------------------------------------------- |
| 77                                           | 2 aprile                                     | @ N.Y. Knicks                                | V 110–94                                     | Isaiah Thomas (19)                           | Jonas Jerebko (9)                            | Isaiah Thomas (6)                            | Madison Square Garden 19.812                 | 50–27                                        |
| 78                                           | 5 aprile                                     | Cleveland Cavaliers                          | S 91–114                                     | Isaiah Thomas (26)                           | Bradley, Horford (7)                         | Isaiah Thomas (6)                            | TD Garden 18.624                             | 50–28                                        |
| 79                                           | 6 aprile                                     | @ Atlanta Hawks                              | S 116–123                                    | Isaiah Thomas (35)                           | Kelly Olynyk (8)                             | Marcus Smart (7)                             | Philips Arena 18.688                         | 50–29                                        |
| 80                                           | 8 aprile                                     | @ Charlotte Hornets                          | V 121–114                                    | Isaiah Thomas (35)                           | Kelly Olynyk (11)                            | Al Horford (7)                               | Spectrum Center 19.407                       | 51–29                                        |
| 81                                           | 10 aprile                                    | Brooklyn Nets                                | V 114–105                                    | Isaiah Thomas (27)                           | Crowder, Horford, Jerebko (8)                | Crowder, Smart (6)                           | TD Garden 18.624                             | 52–29                                        |
| 82                                           | 12 aprile                                    | Milwaukee Bucks                              | V 112–94                                     | Gerald Green (18)                            | Green, Horford (6)                           | Smart, Thomas (8)                            | TD Garden 18.624                             | 53–29                                        |

### Playoff

#### Primo turno

##### (1) Boston Celtics vs. (8) Chicago Bulls
| Playoff 2017                                 | Playoff 2017                                 | Playoff 2017                                 | Playoff 2017                                 | Playoff 2017                                 | Playoff 2017                                 | Playoff 2017                                 | Playoff 2017                                 | Playoff 2017                                 |
| Primo turno: 4–2 (Casa: 1–2; Trasferta: 3–0) | Primo turno: 4–2 (Casa: 1–2; Trasferta: 3–0) | Primo turno: 4–2 (Casa: 1–2; Trasferta: 3–0) | Primo turno: 4–2 (Casa: 1–2; Trasferta: 3–0) | Primo turno: 4–2 (Casa: 1–2; Trasferta: 3–0) | Primo turno: 4–2 (Casa: 1–2; Trasferta: 3–0) | Primo turno: 4–2 (Casa: 1–2; Trasferta: 3–0) | Primo turno: 4–2 (Casa: 1–2; Trasferta: 3–0) | Primo turno: 4–2 (Casa: 1–2; Trasferta: 3–0) |
| Partita                                      | Data                                         | Avversario                                   | Punteggio                                    | Più punti                                    | Più rimbalzi                                 | Più assist                                   | Spettatori                                   | Serie                                        |
| -------------------------------------------- | -------------------------------------------- | -------------------------------------------- | -------------------------------------------- | -------------------------------------------- | -------------------------------------------- | -------------------------------------------- | -------------------------------------------- | -------------------------------------------- |
| 1                                            | 16 aprile                                    | Chicago Bulls                                | S 102–106                                    | Isaiah Thomas (33)                           | Jae Crowder (8)                              | Al Horford (8)                               | TD Garden 18.624                             | 0–1                                          |
| 2                                            | 18 aprile                                    | Chicago Bulls                                | S 97–111                                     | Isaiah Thomas (20)                           | Al Horford (11)                              | Kelly Olynyk (7)                             | TD Garden 18.624                             | 0–2                                          |
| 3                                            | 21 aprile                                    | @ Chicago Bulls                              | V 104–87                                     | Al Horford (18)                              | Al Horford (8)                               | Isaiah Thomas (9)                            | United Center 21.293                         | 1–2                                          |
| 4                                            | 23 aprile                                    | @ Chicago Bulls                              | V 104–95                                     | Isaiah Thomas (33)                           | Al Horford (12)                              | Isaiah Thomas (7)                            | United Center 21.863                         | 2–2                                          |
| 5                                            | 26 aprile                                    | Chicago Bulls                                | V 108–97                                     | Bradley, Thomas (24)                         | Al Horford (7)                               | Al Horford (9)                               | TD Garden 18.624                             | 3–2                                          |
| 6                                            | 28 aprile                                    | @ Chicago Bulls                              | V 105–83                                     | Avery Bradley (23)                           | Horford, Olynyk (6)                          | Al Horford (7)                               | United Center 21.682                         | 4–2                                          |

#### Semifinale di Conference

##### (1) Boston Celtics vs. (4) Washington Wizards
| Playoff 2017                                              | Playoff 2017                                              | Playoff 2017                                              | Playoff 2017                                              | Playoff 2017                                              | Playoff 2017                                              | Playoff 2017                                              | Playoff 2017                                              | Playoff 2017                                              |
| Semifinale di Conference: 4–3 (Casa: 4–0; Trasferta: 0–3) | Semifinale di Conference: 4–3 (Casa: 4–0; Trasferta: 0–3) | Semifinale di Conference: 4–3 (Casa: 4–0; Trasferta: 0–3) | Semifinale di Conference: 4–3 (Casa: 4–0; Trasferta: 0–3) | Semifinale di Conference: 4–3 (Casa: 4–0; Trasferta: 0–3) | Semifinale di Conference: 4–3 (Casa: 4–0; Trasferta: 0–3) | Semifinale di Conference: 4–3 (Casa: 4–0; Trasferta: 0–3) | Semifinale di Conference: 4–3 (Casa: 4–0; Trasferta: 0–3) | Semifinale di Conference: 4–3 (Casa: 4–0; Trasferta: 0–3) |
| Partita                                                   | Data                                                      | Avversario                                                | Punteggio                                                 | Più punti                                                 | Più rimbalzi                                              | Più assist                                                | Spettatori                                                | Serie                                                     |
| --------------------------------------------------------- | --------------------------------------------------------- | --------------------------------------------------------- | --------------------------------------------------------- | --------------------------------------------------------- | --------------------------------------------------------- | --------------------------------------------------------- | --------------------------------------------------------- | --------------------------------------------------------- |
| 1                                                         | 30 aprile                                                 | Wash. Wizards                                             | V 123–111                                                 | Isaiah Thomas (33)                                        | Al Horford (9)                                            | Al Horford (10)                                           | TD Garden 18.624                                          | 1–0                                                       |
| 2                                                         | 2 maggio                                                  | Wash. Wizards                                             | V 129–119 (OT)                                            | Isaiah Thomas (53)                                        | Al Horford (12)                                           | Marcus Smart (5)                                          | TD Garden 18.624                                          | 2–0                                                       |
| 3                                                         | 4 maggio                                                  | @ Wash. Wizards                                           | S 89–116                                                  | Al Horford (16)                                           | Jae Crowder (7)                                           | Isaiah Thomas (4)                                         | Verizon Center 20.356                                     | 2–1                                                       |
| 4                                                         | 7 maggio                                                  | @ Wash. Wizards                                           | S 102–121                                                 | Isaiah Thomas (19)                                        | Crowder, Rozier (7)                                       | Marcus Smart (6)                                          | Verizon Center 20.356                                     | 2–2                                                       |
| 5                                                         | 10 maggio                                                 | Wash. Wizards                                             | V 123–101                                                 | Avery Bradley (29)                                        | Marcus Smart (11)                                         | Isaiah Thomas (9)                                         | TD Garden 18.624                                          | 3–2                                                       |
| 6                                                         | 12 maggio                                                 | @ Wash. Wizards                                           | S 91–92                                                   | Bradley, Thomas (27)                                      | Kelly Olynyk (8)                                          | Jae Crowder (8)                                           | Verizon Center 20.356                                     | 3–3                                                       |
| 7                                                         | 15 maggio                                                 | Wash. Wizards                                             | V 115–105                                                 | Isaiah Thomas (29)                                        | Horford, Smart (6)                                        | Isaiah Thomas (12)                                        | TD Garden 18.624                                          | 4–3                                                       |

#### Finale di Conference

##### (1) Boston Celtics vs. (2) Cleveland Cavaliers
| Playoff 2017                                          | Playoff 2017                                          | Playoff 2017                                          | Playoff 2017                                          | Playoff 2017                                          | Playoff 2017                                          | Playoff 2017                                          | Playoff 2017                                          | Playoff 2017                                          |
| Finale di Conference: 1–4 (Casa: 0–3; Trasferta: 1–1) | Finale di Conference: 1–4 (Casa: 0–3; Trasferta: 1–1) | Finale di Conference: 1–4 (Casa: 0–3; Trasferta: 1–1) | Finale di Conference: 1–4 (Casa: 0–3; Trasferta: 1–1) | Finale di Conference: 1–4 (Casa: 0–3; Trasferta: 1–1) | Finale di Conference: 1–4 (Casa: 0–3; Trasferta: 1–1) | Finale di Conference: 1–4 (Casa: 0–3; Trasferta: 1–1) | Finale di Conference: 1–4 (Casa: 0–3; Trasferta: 1–1) | Finale di Conference: 1–4 (Casa: 0–3; Trasferta: 1–1) |
| Partita                                               | Data                                                  | Avversario                                            | Punteggio                                             | Più punti                                             | Più rimbalzi                                          | Più assist                                            | Spettatori                                            | Serie                                                 |
| ----------------------------------------------------- | ----------------------------------------------------- | ----------------------------------------------------- | ----------------------------------------------------- | ----------------------------------------------------- | ----------------------------------------------------- | ----------------------------------------------------- | ----------------------------------------------------- | ----------------------------------------------------- |
| 1                                                     | 17 maggio                                             | Cleveland Cavaliers                                   | S 104–117                                             | Bradley, Crowder (21)                                 | Jaylen Brown (9)                                      | Isaiah Thomas (10)                                    | TD Garden 18.624                                      | 0–1                                                   |
| 2                                                     | 19 maggio                                             | Cleveland Cavaliers                                   | S 86–130                                              | Jaylen Brown (19)                                     | Horford, Mickey (6)                                   | Marcus Smart (7)                                      | TD Garden 18.624                                      | 0–2                                                   |
| 3                                                     | 21 maggio                                             | @ Cleveland Cavaliers                                 | V 111–108                                             | Marcus Smart (27)                                     | Jae Crowder (11)                                      | Marcus Smart (7)                                      | Quicken Loans Arena 20.562                            | 1–2                                                   |
| 4                                                     | 23 maggio                                             | @ Cleveland Cavaliers                                 | S 99–112                                              | Avery Bradley (19)                                    | Jae Crowder (8)                                       | Al Horford (7)                                        | Quicken Loans Arena 20.562                            | 1–3                                                   |
| 5                                                     | 25 maggio                                             | Cleveland Cavaliers                                   | S 102–135                                             | Avery Bradley (23)                                    | Jae Crowder (6)                                       | Terry Rozier (7)                                      | TD Garden 18.624                                      | 1–4                                                   |

## Mercato

### Free Agency

#### Acquisti
| Giocatore    | Contratto                       | Provenienza   |
| ------------ | ------------------------------- | ------------- |
| Al Horford   | 4 anni – 113 milioni di dollari | Atlanta Hawks |
| Gerald Green | 1 anno – 1,4 milioni di dollari | Miami Heat    |

#### Cessioni
| Giocatore       | Contratto  | Nuova squadra                                       |
| --------------- | ---------- | --------------------------------------------------- |
| Evan Turner     | Free agent | Portland T. Blazers                                 |
| Jared Sullinger | Rilasciato | Toronto Raptors / Phoenix Suns                      |
| R.J. Hunter     | Rilasciato | Chicago Bulls / Windy City Bulls / Long Island Nets |

### Scambi
| 23 giugno 2016 | Boston CelticsScelta 1º giro Draft 2019 | Memphis GrizzliesDraft right per Deyonta Davis e Rade Zagorac |

## Premi individuali
| Assegnato a   | Premio                                      | Data premio      |
| ------------- | ------------------------------------------- | ---------------- |
| Isaiah Thomas | Giocatore della settimana                   | 26 dicembre 2016 |
| Isaiah Thomas | Giocatore del mese                          | 2 febbraio 2017  |
| Isaiah Thomas | Giocatore della settimana                   | 6 febbraio 2017  |
| Brad Stevens  | Allenatore Eastern Conference All-Star Game | 3 febbraio 2017  |